# Ciro Nogueira Lima
Ciro Nogueira Lima (Pedro II, 22 de agosto de 1933 – Teresina, 28 de março de 2013) foi um  advogado, empresário e político brasileiro que foi deputado federal pelo Piauí.

## Dados biográficos
Filho de Manuel Nogueira Lima e Maria de Lourdes Lima. Formou-se advogado na Universidade Federal do Piauí em 1965, exercendo ainda as profissionais de empresário e agropecuarista. Auditor fiscal da Previdência Social entre 1953 e 1984, começou sua carreira política como secretário da Executiva Regional do PTB em 1960, ingressou no MDB como adversário político do Regime Militar de 1964 e por esta legenda perdeu a eleição para deputado estadual em 1966, ingressando no PMDB em 1980 com o retorno do pluripartidarismo.
Eleito deputado federal em 1982, votou a favor da Emenda Dante de Oliveira em 1984 e em Tancredo Neves no Colégio Eleitoral em 1985, mas deixou o PMDB quando seus rivais da família Mourão passaram a apoiar Alberto Silva ao governo do estado na esteira de um acordo com o PDS, que tinha Lucídio Portela como companheiro de chapa. Filiado então ao PFL, perdeu a eleição para senador em 1986, mas foi eleito para um novo mandato de deputado federal em 1990 e votou a favor do impeachment de Fernando Collor em 1992. Deixou a cena política ao final do mandato, embora tenha sido candidato a vice-governador do Piauí via PP na chapa do então senador Mão Santa em 2006.
Pai do senador Ciro Nogueira, foi casado com a senadora Eliane Nogueira e foi sogro da ex-deputada federal Iracema Portela. É irmão dos políticos Aquiles Nogueira, Etevaldo Nogueira e Nogueira Filho.